# Aspidimorpha equatoriensis
Aspidimorpha equatoriensis es un coleóptero de la familia Chrysomelidae.
Fue descrita científicamente por primera vez en 1985 por Borowiec.